# Sofyan Chader
Sofyan Chader (Lione, 12 maggio 2000) è un calciatore francese, attaccante svincolato.

## Carriera
Il 3 gennaio 2020 viene firmato dal Clermont Foot, con cui si lega fino al 2022; il 21 dicembre seguente prolunga fino al 2024. Dopo aver conquistato la promozione in Ligue 1, il 13 luglio 2021 passa in prestito allo Stade Lausanne. L'11 agosto 2022 viene ceduto al Lucerna, con cui firma un triennale.

## Statistiche

### Presenze e reti nei club
Statistiche aggiornate al 5 novembre 2023.
| Stagione        | Squadra         | Campionato      | Campionato | Campionato | Coppe nazionali | Coppe nazionali | Coppe nazionali | Coppe continentali | Coppe continentali | Coppe continentali | Altre coppe | Altre coppe | Altre coppe | Totale | Totale | Totale |
| Stagione        | Squadra         | Comp            | Pres       | Reti       | Comp            | Pres            | Reti            | Comp               | Pres               | Reti               | Comp        | Pres        | Reti        | Pres   | Reti   |        |
| --------------- | --------------- | --------------- | ---------- | ---------- | --------------- | --------------- | --------------- | ------------------ | ------------------ | ------------------ | ----------- | ----------- | ----------- | ------ | ------ | ------ |
| gen.-giu. 2020  | Clermont Foot   | L2              | 1          | 0          | CF+CdL          | -               | -               | -                  | -                  | -                  | -           | -           | -           | 1      | 0      |        |
| 2020-2021       | Clermont Foot   | L2              | 22         | 0          | CF              | 1               | 0               | -                  | -                  | -                  | -           | -           | -           | 23     | 0      |        |
| Totale Clermont | Totale Clermont | Totale Clermont | 23         | 0          |                 | 1               | 0               |                    | -                  | -                  |             | -           | -           | 24     | 0      |        |
| 2021-2022       | Stade Lausanne  | CL              | 25         | 7          | CS              | 3               | 2               | -                  | -                  | -                  | -           | -           | -           | 28     | 9      |        |
| 2022-2023       | Lucerna         | SL              | 21         | 4          | CS              | 3               | 2               | -                  | -                  | -                  | -           | -           | -           | 24     | 6      |        |
| 2023-2024       | Lucerna         | SL              | 7          | 3          | CS              | 2               | 0               | UECL               | 2                  | 0                  | -           | -           | -           | 11     | 3      |        |
| Totale Lucerna  | Totale Lucerna  | Totale Lucerna  | 28         | 7          |                 | 5               | 2               |                    | 2                  | 0                  |             | -           | -           | 35     | 9      |        |
| Totale carriera | Totale carriera | Totale carriera | 76         | 14         |                 | 9               | 4               |                    | 2                  | 0                  |             | -           | -           | 87     | 18     |        |